# Matthäus
Matthäus [maˈtɛːʊs] ist ein männlicher Vorname und ein Familienname.

## Herkunft und Bedeutung
→ Hauptartikel: Matthias
Matthäus ist die deutsche Variante des altgriechischen Namens Ματθαῖος Matthaîos. Es lässt sich nicht genau bestimmen, ob es sich dabei um die gräzisierte Variante des hebräischen Namens מַתַּנְיָה mattanjāh oder, wie Matthias, von מַתִּתְיָה mattitjāh handelt. Bei beiden Namen handelt es sich um theophore Satznamen. Sie setzen sich aus den Elementen מַתָּן mattān bzw. מַתַּת mattat und dem Gottesnamen יהוה jhwh zusammen und haben dieselbe Bedeutung „Gabe des Herrn“, „Geschenk des Herrn“.
Zu Namensvarianten: siehe Matthias

## Namenstag
Der Namenstag von Matthäus wird am 21. September gefeiert.

## Namensträger

### Vorname
- Matthäus (Apostel), Apostel
- Matthäus (Evangelist), syrischer Evangelist, traditionell mit dem Apostel identifiziert
- Matthäus Adriani (* um 1475; † nach 1521), jüdischer Hebraist
- Matthäus Alber (1495–1570), deutscher Reformator
- Matthäus des Angles (1667–1741), Bildhauer, Maler und Zeichner
- Matthäus an der Gassen († 1363, Brixen), Fürstbischof
- Matthäus Apelt (1594–1648), deutscher Komponist und Kirchenlieddichter
- Matthäus Aurogallus (* um 1490; † 1543), deutscher Humanist, Historiker, Sprachwissenschaftler, Hebraist und Hochschullehrer
- Matthäus I. (Beaumont) (franz.: Mathieu; † 1155), Graf von Beaumont-sur-Oise
- Matthäus II. (Beaumont) († nach 1175), Graf von Beaumont-sur-Oise, Großkämmerer von Frankreich
- Matthäus II. (Lothringen) (um 1193–1251), Herzog von Lothringen
- Matthäus II. von Konstantinopel (1845–1910), Katholikos der Armenischen Apostolischen Kirche, siehe Matheos III. Izmirlian
- Matthäus III. (Beaumont) (franz.: Mathieu; † 1208), Graf von Beaumont-sur-Oise und Graf von Valois (iure uxoris)
- Matthaeus von Boulogne (~1260–~1320), französischer Geistlicher und Schriftsteller
- Matthäus Brandtner (17./18. Jhd.), deutscher Orgelbauer in Polnisch Preußen
- Matthäus von Collin (1779–1824), österreichischer Schriftsteller und Erzieher
- Matthäus Crocinus (1580–1654), deutscher Maler
- Matthäus Csák von Trentschin (* um 1260, † 1321), Herrscher und Adeliger im Königreich Ungarn
- Matthäus von Elsass (1137–1173), französischer Graf von Boulogne
- Matthäus Ensinger (1390–1463), Baumeister der süddeutschen Gotik
- Matthäus Enzlin (1556–1613), deutscher Jurist
- Matthäus Günther (1705–1788), deutscher Maler und Graphiker
- Matthäus Herrmann (1879–1959), deutscher Politiker der SPD und Gewerkschafter
- Matthäus Host (1509–1587), deutscher Gräzist und Hochschullehrer
- Matthäus Hummel (1425–1477), Gründungsrektor der Albert-Ludwigs-Universität Freiburg
- Matthäus von Krakau (1335–1410), scholastischer Theologe
- Matthäus Landauer (1451–1515), deutscher Kaufmann
- Matthäus Lang von Wellenburg (1468–1540), Salzburger Erzbischof und Kardinal
- Matthäus I. (Lothringen) (1110–1176), Herzog von Lothringen
- Matthäus Ludecus (1517–1606), deutscher Jurist und Domdechant am Havelberger Dom
- Matthäus Merian der Ältere (1593–1650), schweizerisch-deutscher Kupferstecher und Verleger
- Matthäus Merian der Jüngere (1621–1687), schweizerisch-deutscher Maler, Kupferstecher und Verleger
- Matthäus Cornelius Münch (1771–1853), deutscher römisch-katholischer Priester und Pädagoge
- Matthäus Nimmervoll (* 1950), 65. Abt des Zisterzienserstiftes Lilienfeld
- Matthäus von Pappenheim (1458–1541), deutscher Domherr, Humanist, Historiker und Genealoge
- Matthäus Paris (* um 1200; † 1259) war mittelalterlicher Geschichtsschreiber aus England, auch Goldschmied und Bildhauer
- Matthäus Ratzenberger (1501–1559), Arzt und Reformator, Freund Luthers
- Matthäus Roritzer (* um 1430/40; † um 1492/95), deutscher Baumeister und Buchdrucker
- Matthäus Schilcher (* 1947), deutscher Geoinformatiker, Geodät und Universitätsprofessor
- Matthäus Schiner (* um 1465; † 1522), Bischof von Sitten, Kardinal; Mitverfasser des Wormser Edikts
- Matthäus von Vendôme (franz.: Mathieu de Vendôme; † 1286), Abt von Saint-Denis und Regent von Frankreich
- Matthäus Zell (1477–1548), elsässischer lutherischer Theologe und Reformator

### Familienname Matthäus
- Annegret Matthäus, deutsche Handballspielerin
- Anton Matthäus I. (1564–1637), deutscher Rechtsgelehrter
- Anton Matthäus II. (1601–1654), deutscher Rechtsgelehrter
- Anton Matthäus III. (1635–1710), niederländischer Rechtsgelehrter
- Anton Matthäus IV. (1672–1719), niederländischer Rechtsgelehrter
- Christoph Matthäus (1608–1647), deutscher Rhetoriker, Historiker und Mediziner in den Niederlanden
- Claudia Matthäus (* 1976), deutsche Juristin
- Doris Matthäus (* 1963), deutsche Grafikerin für Spiele
- Gerhard Matthäus (* 1924), deutscher Fußballspieler
- Hartmut Matthäus (* 1950), deutscher Klassischer Archäologe
- Hildegard Matthäus (1934–2020), deutsche Politikerin (CDU)
- Ingrid Matthäus-Maier (* 1945), deutsche Politikerin (FDP, SPD)
- Jürgen Matthäus (* 1959), deutscher Historiker
- Konrad Matthäus (Jurist) (1519–1580), deutscher Jurist
- Konrad Matthäus (Mediziner) (1603–1639), deutscher Mediziner
- Liliana Matthäus (* 1987), ukrainisch-deutsches Model
- Lothar Matthäus (* 1961), deutscher Fußballspieler und -trainer und TV-Experte
- Lotte Wolf-Matthäus (1908–1979), deutsche Sängerin
- Marie Matthäus (* 1987), deutsche Schauspielerin und Sängerin
- Max Matthäus (1883–1937), deutscher Kletterer
- Philipp Matthäus (Rechtswissenschaftler) (1554–1603), deutscher Rechtsgelehrter
- Philipp Matthäus (Mediziner, 1621) (1621–1700), deutscher Mediziner und Botaniker
- Philipp Matthäus (Mediziner, 1641) (1641–1690), niederländischer Mediziner
- Wilhelm Matthäus (1881–1968), deutscher Lehrer und Oberstudiendirektor, SS-Offizier und Kunstsammler
- Wolfgang Matthäus (* 1937), deutscher Physiker und Ozeanograf

### Familienname Matthaeus
- Johannes Matthaeus (1526–1588), deutscher evangelischer Theologe
- William Matthaeus, US-amerikanischer Astrophysiker und Plasmaphysiker